# Althupite
La althupite è un minerale appartenente al gruppo della fosfuranilite.